# Szabó Julianna

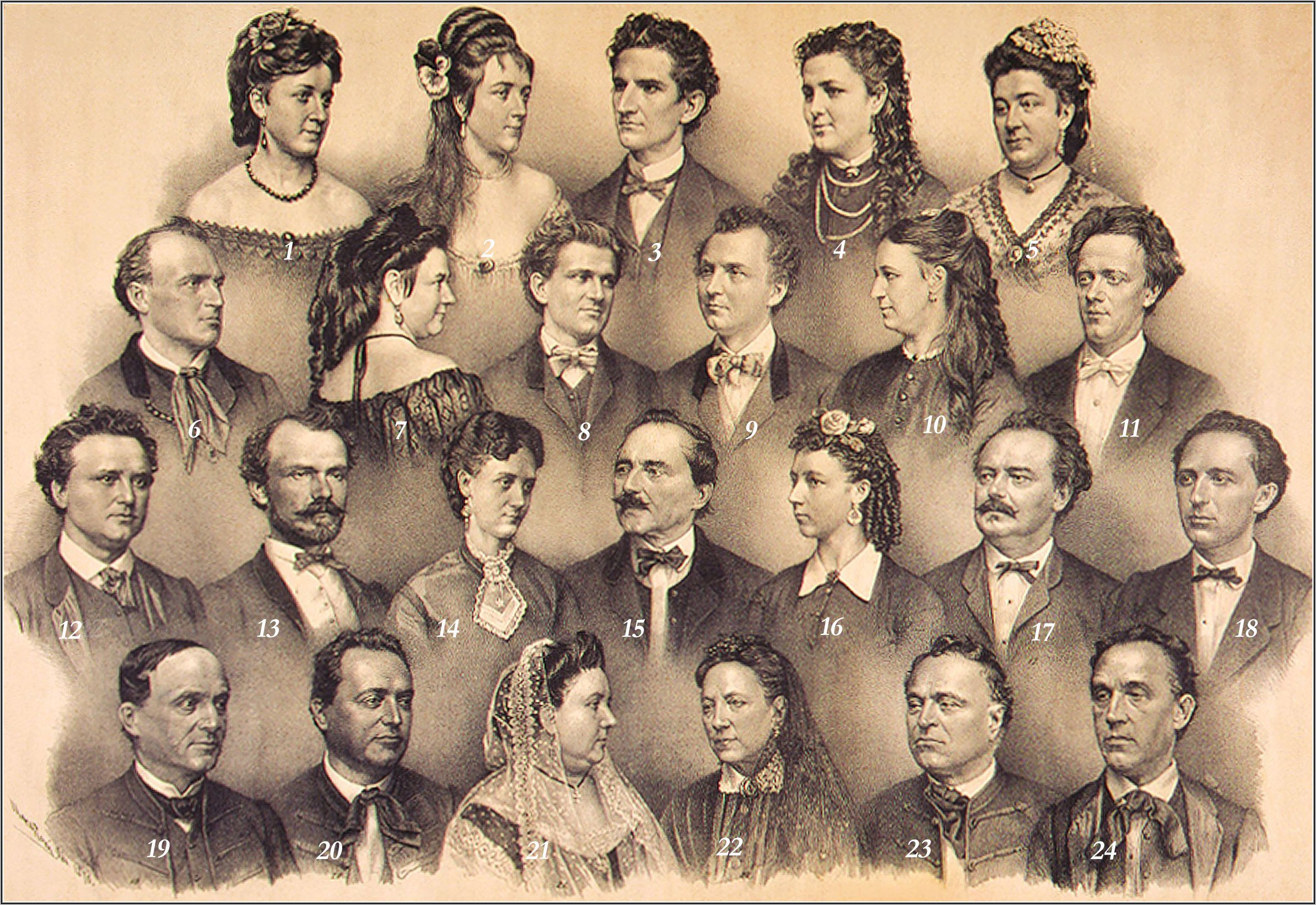
Az 1870-es debreceni színtársulatról készített tablón sorrendben a következő színészek láthatók: 1. Szakáll Róza (1848–1926); 2. Tannerné Szabó Róza, később Erkel Sándorné (1850–1922); 3. Bercsényi Béla (1844–1901); 4. Blaha Lujza (1850–1926); 5. Mándoky Béláné [Presly] Morzsai Emma (1844–1923); 6. Rónai Gyula (1828–1874); 7. Hetényi Laura, Molnárné (1830–1874); 8. Mándoky Béla (1839–1918); 9. Együd István (1838–1882); 10. Dalnoki Béniné, Konti Fáni (1842–1908); 11. Vízvári Gyula (1841–1908); 12. Gerecs János (1843–1910); 13. Dalfi Lőrinc; 14. Takács Emese, Bercsényiné (1847–1914); 15. Szabó József (1814–1875); 16. Szomolnoki Erzsi, Balla Istvánné; 17. Tanner István (1828–1878); 18. Dalnoki Béni (1838–1914); 19. Foltényi Vilmos (1820–1905); 20. Zöldi Miklós (1821–1876); 21. Foltényiné, Szákfy-Szabó Amália (1830–1901); 22. Zöldiné Szabó Julianna (1812–1886); 23. Dózsa József (1815–1886); 24. Philippovits István (1822–1885)

Zöldiné Szabó Julianna (Debrecen, 1812. november – Debrecen, 1886. április 10.) színésznő.

## Életútja
1830-ban lett színésznő László József társulatánál. Előbb naiva, majd drámai színésznő, később pedig komika lett, megfogadva férje, Zöldi Miklós bölcs intelmét: „Jobb, ha öreg szerepekben azt mondják, hogy még fiatal vagy, mintha fiatal szerepben azt mondják, hogy már kivénültél belőle.” 1880. szeptember 9-én tartotta 50 éves színészi jubileumát Nagyváradon. Sírjánál Mándoky Béla mondott búcsúztatót.
Zöldi Miklóssal nevelt leányuk Törökné Szakáll Róza színésznő volt.